# Jimmy Richardson
James Robert „Jimmy“ Richardson (* 8. Februar 1911 in Ashington; † 28. August 1964) war ein englischer Fußballspieler.

## Leben und Karriere
Richardson begann seine Karriere bei den Blyth Spartans aus Blyth. Im April 1928 wechselte der Engländer zu Newcastle United. Das Debüt für die Magpies war am 4. September 1929 gegen die Blackburn Rovers. 1932 wurde der Stürmer englischer Pokalsieger mit Newcastle United. Zwei Jahre später unterschrieb er einen Vertrag bei Huddersfield Town, denen er bis 1937 die Treue hielt, die Transfersumme für Richardson betrug 4.000 Pfund. 1937 kehrte Richardson zu Newcastle United für 14 Spiele zurück. Von 1937 bis 1946 stand er (auch durch den Zweiten Weltkrieg unterbrochen) beim FC Millwall unter Vertrag. 1947 beendete er seine Karriere bei Leyton Orient. International spielte er zweimal für die englische Fußballnationalmannschaft und erzielte zwei Tore. Richardson durfte gegen Italien und die Schweiz ran. Er starb im März 1964 im Alter von 53 Jahren. 2003 wurde seine Gewinnermedaille vom Pokalsieg 1932 bei Christie’s für 9.500 € versteigert.

### Stationen
- Blyth Spartans
- Newcastle United (1929–1934) (136 Einsätze / 42 Tore)
- Huddersfield Town (1934–1937) (136/32)
- Newcastle United (1937) (14/4)
- FC Millwall (1937–1947) (55/19)
- Leyton Orient (1947) (15 Einsätze)

### Erfolge
- 1 × englischer Pokalsieger mit Newcastle United (1932)